# عصفور الصخر الباهت
عصفور الصخر الشاحب اللون يسمى أيضا عصفور قصير الأصابع (الاسم العلمي: Petronia brachydactyla) أو (الاسم العلمي: Carpospiza brachydactyla) (بالإنجليزية: Pale Rockfinch)‏، هو طائر ينتمي إلى عصافير العالم القديم (فصيلة: Passeridae).